# Barbie Fairytopia Mermaidia – Varázslatos utazás a tenger mélyén
A Barbie Fairytopia Mermaidia – Varázslatos utazás a tenger mélyén (eredeti cím: Barbie: Mermaidia) egész estés amerikai 3D-s számítógépes animációs film, amelyet Walter P. Martishius és William Lau rendezett. A forgatókönyvet Elise Allen írta, a zenéjét Eric Colvin szerezte, Lions Gate Entertainment készítette.
Amerikában 2006. március 14-én adták ki DVD-n.

## Szereplők
| Szereplő         | Eredeti hang       | Magyar hang            |
| ---------------- | ------------------ | ---------------------- |
| Elina            | Kelly Sheridan     | Csondor Kata           |
| Laverna          | Kathleen Barr      | Ősi Ildikó             |
| Nori             | Chiara Zanni       | Szabó Zselyke          |
| Nalu             | Alessandro Juliani | Markovics Tamás        |
| Bibble           | Lee Tockar         | Melis Gábor            |
| Zsurló           | Lee Tockar         | Sinkovits-Vitay András |
| Zsurló Maximus   | Christopher Gaze   | Schnell Ádám           |
| Tengeri pillangó | Andrea Libman      | Bessenyei Emma         |